# Brug 1455
Brug 1455 is een bouwkundig kunstwerk in Amsterdam-Zuidoost.
De voetbrug is gebouwd rond 1983 tussen twee door een gracht gescheiden buurtjes, beide in Reigersbos-Midden gelegen. Ze ligt in het oostelijke verlengde van de Tielstraat, daar waar ze het Abcouderpad kruist; aan de oostzijde landt ze in de Teteringenstraat.
In 1982 maakte architect Dirk Sterenberg van de Dienst der Publieke Werken het ontwerp voor deze oeververbinding. Het maakte deel uit van een pakket aan bruggen in de wijken Gein III en IV, allemaal van de hand van Sterenberg, zie bijvoorbeeld ook de Jos Gemmekebrug. De brug steunt op betonnen landhoofden met dito borstweringen. Om de overspanning te dragen zijn vier betonnen brugpijlers neergezet met daarover twee jukken. De overspanning wordt gedragen door houten balken waarover een houten loopdek met split tegen de gladheid. De brug heeft begin 21e eeuw een nieuwe houten overspanning gekregen waarbij de oorspronkelijke dikhouten wit geschilderde leuningen vervangen zijn door een slankere opbouw.
De brug heeft drie doorvaarten, waarvan de middelste 5,25 meter breed is; doorvaart is echter theoretisch; er is in de onderliggende ondiepe sloot geen scheepvaart mogelijk.